# خان كندي (نمين)
خان كندي هي قرية في مقاطعة نمين، إيران. يقدر عدد سكانها بـ 161 نسمة بحسب إحصاء 2016.